# Broma

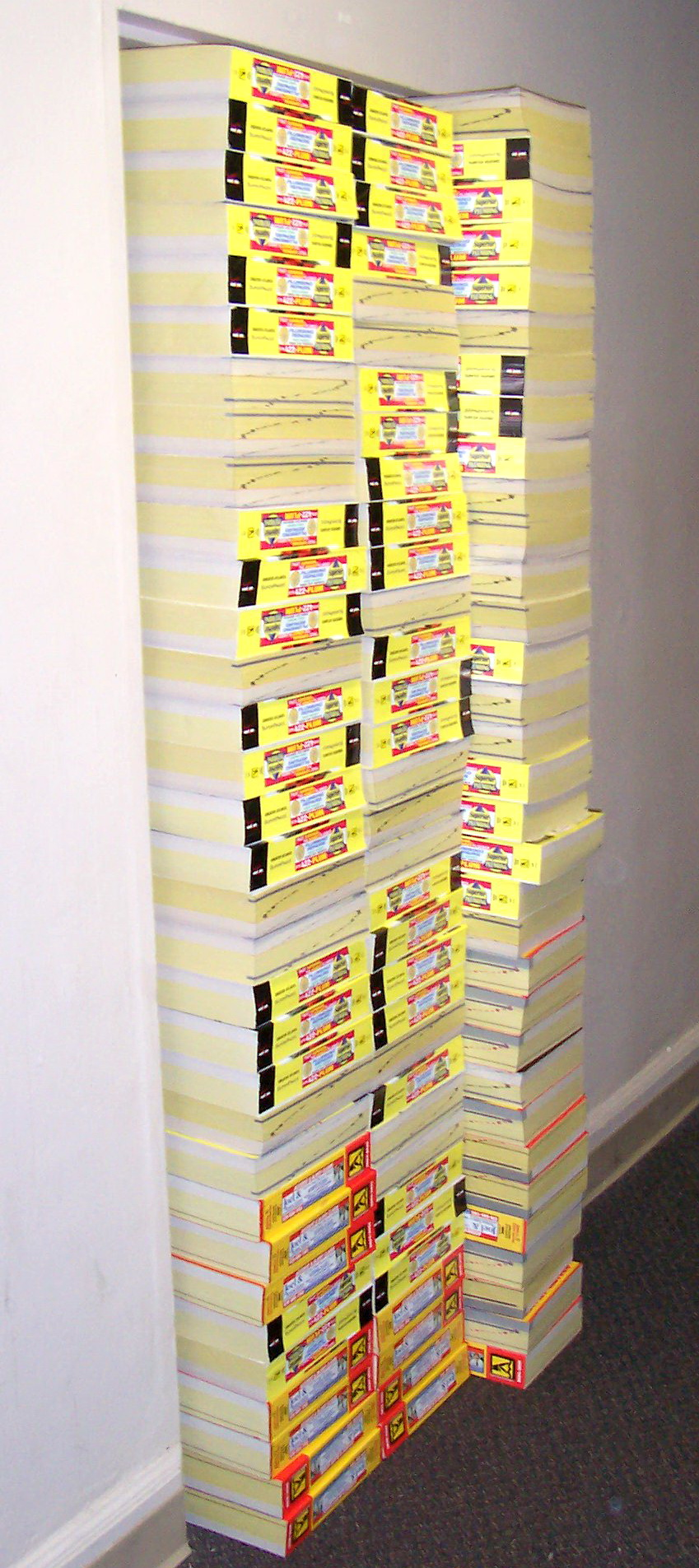
Bloquearle a alguien la puerta mientras permanece en la habitación es un ejemplo de broma.

Una broma o chanza es una maniobra, trampa o truco que se le hace a alguien a propósito para que se sienta ridiculizado, engañado o victimizado, normalmente por humor. Otros nombres incluyen travesura, diablura, inocentada, bufonada, picardía, trastada, muchachada, chiquillada, y cargada.
Bromas peligrosas: en ocasiones una broma puede provocarse peligrosa, pudiendo dar un ataque cardiaco o un accidente muy grave, a veces uno tiene la intención de humor pero resulta una gran tragedia.
En la cultura occidental suele dedicarse un día al año para llevar a cabo bromas, como el día de los Santos Inocentes en la mayoría de los países de habla hispana, o el día de las bromas de abril en otros países. Otro día común para bromas es el día de Halloween, bajo la forma del «truco o trato». También se hacen bromas en las fiestas de cumpleaños de adolescentes y adultos (principalmente en Latinoamérica), así como en carnaval. Las bromas en las que se utiliza el teléfono como medio se denominan bromas telefónicas.
La masificación de las Web 2.0 ha revitalizado la producción de bromas, como consecuencia de la facilidad que entregan estos sitios para compartir la información, el nuevo impulso que han tenido las bromas, ha convertido a la época actual, en una edad de oro, por la proliferación de bromas caseras amateur y profesionales. YouTube realizó una gráfica en la cual muestra el explosivo crecimiento que han tenido las visualizaciones de vídeos y canales dedicados a las bromas.
Es sumamente importante saber diferenciar una simple broma de un acto de acoso (acoso escolar, acoso laboral, etcétera).